# Boarp, Ekeby socken

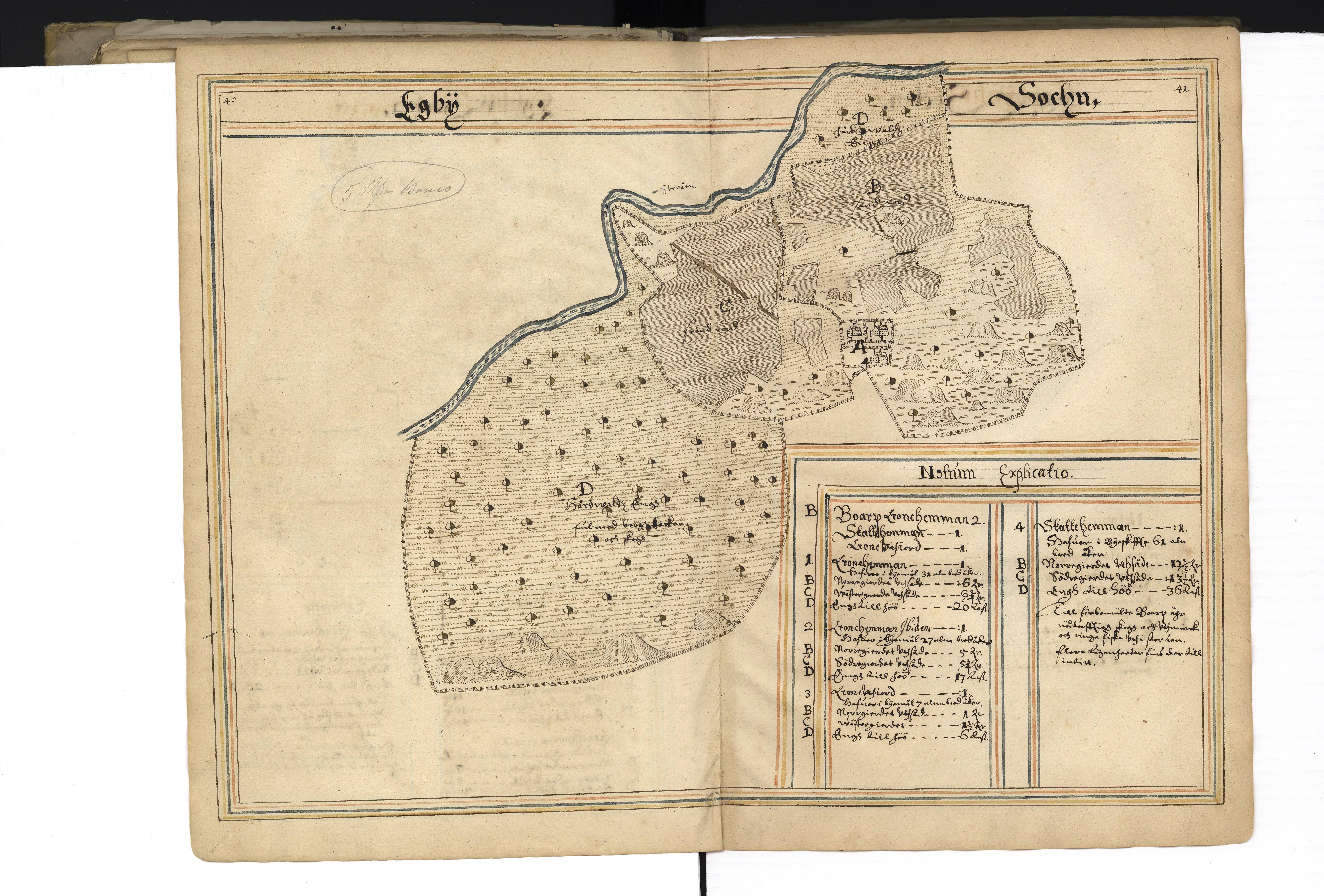
Karta över Boarp, år 1638.

Boarp är en medeltida gård i Ekeby socken, Boxholms kommun och bestod av 1 kronohemman rusthåll. I Ekeby socken var även Fjättmunna och Ryckelsby rusthåll. Fältkamrer Sven Johan Bergman bodde här mellan åren 1814-1868.

## Historik
Boarp ägdes i början av 1800-talet av fältkamrer Sven Johan Bergman och tillhörde på 1870-talet fröken Matilda Bergman. År 1895 tillhörde det änkefru Adèle Pontin, född Bergman. Därefter henne arvingar samt, samt såldes av Esbjörn Pontin 1909 till Tole Andersson.

## Ägarlängd
| Ägare      | Namn                     | Levnadstid |
| ---------- | ------------------------ | ---------- |
|            | Johan Fredrick Oldenburg |            |
| 1814–1868  | Sven Johan Bergman       |            |
| 1870-talet | Matilda Bergman          |            |
| 1895       | Adèle Pontin             |            |
| –1909      | Esbjörn Pontin           |            |
| 1909–      | Tole Andersson           |            |

## Torp under Boarp
- Backen
- Svarvarhem
- Usla
- Hästhagen

- Källtorpet
- Godthål
- Brostugan
- Nylyckan
- Lustigkulla

### Ryttaretorp
Här bodde Ryttarna.

### Arvedstorp
Torpet står skrivet i mantalslängden 1756 och stavas då "Arfwidstorp".

### Grindtorpet
Torpet står skrivet i mantalslängden 1726 och stavas då "Grindetorp".

### Kretan eller Lustigtorp
Kretan var ett torp och får namnet Kretan mellan åren 1819-1832. Torpet hade tidigare namnet Lustigtorp. Den sista boende flyttade ut 1889 och torpet kom att märkas med en skylt våren 1985.